# 1984年夏季残疾人奥林匹克运动会东德代表团
1984年夏季残疾人奥林匹克运动会东德代表团是东德派出的1984年夏季残疾人奥林匹克运动会代表团。获得3枚银牌和1枚铜牌。